# Omar Pietrone
Jorge Omar Pietroni (1946; Buenos Aires, Argentina) fue un exfutbolista argentino que se desempeñaba como delantero.

## Clubes
| Club                | País      | Año         |
| ------------------- | --------- | ----------- |
| Villa Dálmine       | Argentina | 1964 - 1968 |
| Deportivo Morón     | Argentina | 1968 - 1970 |
| Nueva Chicago       | Argentina | 1971        |
| Deportivo Municipal | Perú      | 1972 - 1973 |
| Huracán             | Argentina | 1974        |
| CA Temperley        | Argentina | 1975        |

## Palmarés

### Campeonatos nacionales
| Título             | Club            | País      | Año  |
| ------------------ | --------------- | --------- | ---- |
| Primera B Nacional | Deportivo Morón | Argentina | 1970 |